# 5751 Zao
Az 5751 Zao (ideiglenes jelöléssel 1992 AC) egy földközeli kisbolygó. Masahiro Koishikawa fedezte fel 1992. január 5-én.